# Visvaldas Nekrašas
Visvaldas Nekrašas (* 4. Oktober 1958 in Kelmė) ist ein litauischer sozialdemokratischer Politiker.

## Leben
Nach dem Abitur an der Mittelschule absolvierte er von 1978 bis 1984 das Diplomstudium der Medizin an der Vilniaus universitetas. 1989 bildete er sich weiter am Medizininstitut in Charkow. Danach wurde er Psychiater. Er bildete sich weiter in der LWL-Klinik Hemer und  LWL-Klinik Marl-Sinsen. Von 2000 bis 2004 studierte er Rechtswissenschaft an der Vilniaus universitetas.
Von 1985 bis 1987 arbeitete er als Arztintern in Šiauliai, von 1987 bis 1989 in Rietavas, ab 1989 in Plungė. 
Von 1995 bis 2003 war er Mitglied im Rat der  Rajongemeinde Plungė. Von 2000 bis 2004 war er Mitglied im Seimas. 
Ab 1995 war er Mitglied der Lietuvos socialdemokratų partija, ab  2005 Lietuvos socialdemokratų sąjunga.

## Quelle
- 2011 m. Lietuvos savivaldybių tarybų rinkimai

| Personendaten    | Personendaten         |
| ---------------- | --------------------- |
| NAME             | Nekrašas, Visvaldas   |
| KURZBESCHREIBUNG | litauischer Politiker |
| GEBURTSDATUM     | 4. Oktober 1958       |
| GEBURTSORT       | Kelmė                 |